# گمینا بانگه
گمینا بانگه (به لهستانی:  Gmina Banie) یک گمینا در لهستان است که در شهرستان گرفینو واقع شده‌است. گمینا بانگه ۲۰۵٫۸۱ کیلومتر مربع مساحت و ۶٬۳۵۰ نفر جمعیت دارد.